# XXL (meidengroep)
XXL was een Macedonische meidengroep.
De leden waren Maria Nikolova, Ivona Dzampovska, Rosica Nikolovska en Verica Karanfilovska. Ze vertegenwoordigden Macedonië op het Eurovisiesongfestival 2000 met het lied 100% te ljubam of in het Engels I love you 100%. Het was een lied dat getipt werd voor een hoge plaats, maar de dames zongen behoorlijk vals waardoor ze op de 15de plaats eindigden.
1998: Vlado Janevski · 
2000: XXL · 
2002: Karolina · 
2004: Toše Proeski · 
2005: Martin Vučić · 
2006: Elena Risteska · 
2007: Karolina · 
2008: Tamara, Vrčak & Adrian Gaxha · 
2009: Next Time · 
2010: Gjoko Taneski · 
2011: Vlatko Ilievski · 
2012: Kaliopi · 
2013: Esma & Lozano · 
2014: Tijana Dapčević · 
2015: Danijel Kajmakoski · 
2016: Kaliopi · 
2017: Jana Burčeska · 
2018: Eye Cue · 
2019: Tamara Todevska · 
2021: Vasil · 
2022: Andrea